# Jaime Rodríguez
Jaime Alberto Rodríguez Jiménez (ur. 17 stycznia 1959 w San Salvador) – salwadorski piłkarz grający na pozycji obrońcy.

## Kariera klubowa
Jaime Rodríguez swoją karierę rozpoczął w 1975 roku w klubie Alianza San Salvador. W 1978 przeszedł do FAS Santa Ana. Z FAS zdobył Mistrzostwo Salwadoru w 1978 i 1979 oraz Puchar Mistrzów CONCACAF w 1979 roku. W 1990 roku przeszedł do niemieckiego Bayeru Uerdingen. Z Bayerem spadł z Bundesligi w 1981. W latach 1982–1984 grał w meksykańskim Club León. W latach 1984–1985 grał w fińskim KPV Kokkola. W 1986-1990 ponownie grał w Meksyku w klubie Atlas Guadalajara. W 1991-1992 grał w japońskim klubie NKK FC, a potem kolejnym japońskim – Yokohamy Flügels. W 1994 powrócił do Alianzy San Salvador, gdzie zakończył karierę.

## Kariera reprezentacyjna
Jaime Rodríguez występował w reprezentacji Salwadoru w latach 1980-1990. W 1980 i 1981 uczestniczył w zakończonych sukcesem eliminacjach do Mistrzostw Świata 1982. Na Mundialu w Hiszpanii wystąpił we wszystkich trzech spotkaniach z Węgrami, Belgią oraz Argentyną. W 1985 uczestniczył w eliminacjach do Mistrzostw Świata 1986. W 1989 uczestniczył w eliminacjach do Mistrzostw Świata 1990.

## Kariera trenerska
Jaime Rodríguez po zakończeniu kariery piłkarskiej został trenerem. W 2000 prowadził Alianzę San Salvador, a w 2002 roku prowadził San Salvador FC.